# Глигорије Горча Петровић
Глигорије Горча Петровић (Лесковац, 1857 — Лесковац, 7. август 1931) био је један од првих и најзаслужнијих неимара лесковачке текстилне индустрије.

## Биографија
Родио се у Лесковцу 1857. године. Врло рано остао је без родитеља те га је прихватио лесковачки богаташ Димитрије Трандафиловић, деда Боре Пиксле. Кад је поодрастао, послуживао је у кући свога хранитеља и неко време учио школу. Потом је три године провео као слуга Антонија Поповића, да би се оспособио за трговца, а касније, иако још врло млад, ступио је у ортаклук са Проком Митићем и трговао. Одвојивши се од Проке, Горча је осам година радио сам разносећи по Србији ужарију, кудељу, гајтан, сукно, паприку, клинце, виле, лопате и остало.
Горча је 1884. године, са групом истомишљеника, отворио прву фабрику гајтана у Србији, у једној воденици у селу Стројковцу. Због тога су га сматрали једним од твораца „Српског Манчестера”. Већ прилично имућан, био је и један од оснивача друге лесковачке гајтанаре у селу Козару, у заједници са Костом Мумџијом, Миком Јанковићем и својим будућим тастом Бугарином Маноилом Илијевим а касније и један од оснивача прве лесковачке фабрике за израду сукна, шајка и војничке чоје (1895/96. г.) која је била позната као Стара штофара. После смрти његовог последњег ортака Петра К. Илића (1927. г.), Горча је постао једини сопственик те фабрике, која се сматра расадником лесковачке текстилне индустрије и од тада је носила назив Фабрика вунених тканина Глигорија Петровића.
Као имућни индустријалац био је врло цењена личност у граду и активан учесник у свим сферама друштвеног живота. Био је широке руке и један од највећих добротвора у изградњи нове градске цркве, у чему је учествовао са 250 000 ондашњих динара.
Горча Петровић био је одличан познавалац производње вуненог текстила и до последњих дана свога живота задржао је јак интерес за рад у свом предузећу и за друге привредне послове. Умро је напрасно 7. августа 1931. године као „стари но још увек пун енергије и воље за рад, један од најбољих домаћих текстилаца", и као један од најбогатијих људи у Лесковцу. Због његових заслуга у изградњи нове градске цркве стекао је право да у њој буде сахрањен али је, из своје скромности, оставио поруку да га сахране на Градском гробљу.
После Горчине смрти око његовог имања, које се није састојало само из старе лесковачке штофаре, настала је отимачина, којој нису могли да се одупру његова удовица и син.